# Karl Apel
Karl Apel (* 12. April 1897 in Königslutter am Elm; † nach 1965) war ein deutscher lutherischer Theologe.

## Leben
Geboren als Sohn eines Kaufmanns, besuchte Apel ab 1902 die Bürgerschule in Königslutter, 1908 bis 1914 das Realgymnasium in Braunschweig und zuletzt das Gymnasium in Helmstedt. Noch vor Abschluss der Reifeprüfung wurde er zum Kriegsdienst eingezogen. 1917 legte er das Kriegsabitur am Wettiner-Gymnasium in Dresden ab.
Nach Kriegsende studierte Apel 1919/20 in Göttingen und von 1920 bis 1922 in Leipzig Evangelische Theologie. Er bestand 1922 die erste, 1924 die zweite theologische Prüfung. Am 18. April 1923 wurde er in Berlin-Süd ordiniert. Von 1923 bis 1925 war er Hilfsprediger an der Ev.-luth. Kirche in Berlin-Süd. Im April 1925 wurde er Pfarrverweser in Lunsen, 1927 Pastor dort, 1936 Propst und Primariatpfarrer an der Lutherkirche in Holzminden. Er trat am 30. April 1965 in den Ruhestand, war aber noch bis 30. September des Jahres mit der Führung der Ephoralgeschäfte betraut.
Karl Apel war Prior des Klosters Amelungsborn. Verdienste erwarb er sich als Pastor in Holzminden um den Auf- und Ausbau des dortigen Evangelischen Krankenhauses sowie um den Wiederaufbau des zerstörten Klosters Amelungsborn, das seit 1961 wieder eine evangelische Klostergemeinschaft beherbergt.

## Auszeichnungen
- 1964: Bundesverdienstkreuz 1. Klasse